# NGC 1086
NGC 1086 ist eine Spiralgalaxie vom Hubble-Typ Sc im Sternbild Perseus auf der Ekliptik. Sie ist schätzungsweise 186 Millionen Lichtjahre von der Milchstraße entfernt und hat einen Durchmesser von etwa 100.000 Lichtjahren. Vom Sonnensystem aus entfernt sich die Galaxie mit einer errechneten Radialgeschwindigkeit von näherungsweise 4.000 Kilometern pro Sekunde. Gemeinsam mit drei weiteren Galaxien bildet sie die NGC 1086-Gruppe (LGG 78).
Im selben Himmelsareal befinden sich unter anderem die Galaxien PGC 213086, PGC 213087, PGC 2176711, PGC 2183381.
Das Objekt wurde am 20. August 1885 vom US-amerikanischen Astronomen Lewis Swift entdeckt.

## NGC 1086-Gruppe (LGG 78)
| Galaxie   | Alternativname | Entfernung/Mio. Lj |
| --------- | -------------- | ------------------ |
| NGC 1086  | PGC 10587      | 186                |
| NGC 1106  | PGC 10792      | 199                |
| PGC 10882 | UGC 2349       | 205                |
| PGC 10884 | UGC 2350       | 182                |